# Bastionul Măcelarilor din Baia Mare
Bastionul Măcelarilor din Baia Mare este monument istoric, cod LMI MM-II-m-A-04431.02.

## Istorie
În anul 1469, printr-un document privilegial, regele Matia Corvin permite orașului Baia Mare să ridice ziduri de piatră în scop de apărare, ziduri care erau străjuite de șapte turnuri. Bastionul Măcelarilor a făcut parte din această împrejmuire de piatră străjuind Poarta de Sud a cetății, una din cele patru porți principale de intrare în oraș. Conform documentelor existente în cadrul Arhivelor Naționale Maramureș, acest bastion a fost ridicat undeva prin anul 1547, de către un anume Gaspar Dragyi. Zidurile au fost construite din piatră și au o grosime de un metru de formă circulară cu două niveluri. Nivel 1 – spațiu boltit care servea la depozitarea muniției, nivelul 2 – are spre exterior în zid goluri care serveau drept metereze.